# Жорди Галсеран
Жорди Галсеран Фере (на каталонски Jordi Galceran Ferrer) е каталонски драматург, сценарист и преводач, добил международна известност с пиесата си „Методът Грьонхолм“ („El mètode Grönholm“). Живее в Барселона. Пише както на каталонски, така и на испански.

## Биография
Следва филология в Барселонския университет. През 1988 г. започва да пише пиеси. Издава и няколко книги с разкази. Превежда „Ревизор“ на Николай Гогол, пиеси на Карло Голдони, Бен Хехт, Нийл Саймън и Душан Ковачевич.

## Творчество
Автор е още на пиесите „Верига от думи“ (награда „Борн“ за театър през 1995 г. и награда на критиката „Serra d'Or“ за най-добра творба на каталонски за 1996 г.), „Дакота“ (приз „Игнази Иглесиас“ за 1995 г.), „Гауди“ (мюзикъл, заедно с Алберт Гиноварт, 2002 г.). Следват „Карнавал“ (2005), „Канкун“ (2007), „Бурунданга“ (2009), „Разговори с мама“ (по сценария на едноименния филм на аржентинеца Сантяго Овес, 2011), „Кредитът“ (2013).
Филмът „Fragile“ на Жауме Балагеро е по сценарий на Галсеран, а „Методът“ на аржентинеца Марсело Пинейро е адаптация на пиесата „Методът Грьонхолм“.

### Прием в България
На български Галсеран е познат в преводите от каталонски на Нева Мичева. Текстовете му са публикувани в две книги:
- „Верига от думи“, „Дакота“ и „Методът Грьонхолм“ са в поредицата „Театър х 3“ на издателство „Панорама плюс“ (2007)
и
- „Девет пиеси“, издание на Жанет 45 от 2015 г., което съдържа „Сърф“, „Без резерви“, „Верига от думи“, „Дакота“, „Методът Грьонхолм“, „Канкун“, „Бурунданга“, „Карнавал“ и „Кредитът“
„Методът Грьонхолм“:
- 2008 г.: под заглавие „Шведска защита“ е поставен от Бина Харалампиева в „Малък градски театър зад канала“[1]
- 2009 г.: под заглавие „Методът G“ в Габровския театър), реж. Надя Асенова
- 2012 г.: ДТ Ловеч, реж. Васил Василев
- 2015 г.: „Сълза и смях“, дело на продуцентска компания „Бонини“, реж. Пламен Панев

"„Бурунданга““:
- 2012 г.: ДТ Пловдив, реж. Атанас Атанасов
- 2014 г.: Сатиричен театър „Алеко Константинов“, София, реж. Петър Денчев
- 2014 г.: ДТ „Невена Коканова“, Ямбол, реж. Антон Угринов
- 2016 г.: Русенски драматичен театър „Сава Огнянов“, Русе, реж. Ивайло Ненов

"„Карнавал““:
- 2011 г.: в Младежкия театър в София, реж. Василена Радева
- 2012 г. в Драматичен театър „Гео Милев“ Стара Загора, реж. Петър Денчев
- 2014 г.: Родопски драматичен театър, Смолян, реж. Стефан Спасов

"„Канкун““:
- 2010 г.: успоредна премиера на „Канкун“ в Драматичния театър в Пловдив и в Малък градски театър зад канала (отново под режисурата на Бина Харалампиева)[2]
- 2013 г.: ДТ „Стоян Бъчваров“, Варна, реж. Стилиян Петров

"Верига от думи“:
- 2008 г.: заедно с „Дакота“ – в общо представление в „Сфумато“), реж. Стилиян Петров и Албена Георгиева

"Дакота“:
- 2015 г.: представление на Трите мечки в Сатиричен театър „Алеко Константинов“, София, реж. Владимир Пенев

"Кредитът“:
- 2016 г.: ДТ Пловдив, реж. Бина Харалампиева
- 2014 г: ДТ „Адриана Будевска“, Бургас, реж. Борислав Чакринов

"Разговори с мама“:
- 2016 г.: Театър 199, София, реж. Венцислав Кулев

"Без резерви“:
- 2016 г.: под заглавие „Испанска афера“ – ДКТ „Иван Димов“, Хасково, реж. Иван Савов

През март 2010 г. българският режисьор Явор Гърдев поставя „Методът Грьонхолм“ в Театъра на нациите в Москва.

### Творби
- 1994. Surf („Сърф“)
- 1995. Paraules encadenades (Верига от думи)
- 1996. Dakota (Дакота)
- 1998. Fuita (Без резерви)
- 2002. Gaudí (Гауди)
- 2003. El mètode Grönholm (Методът Грьонхолм)
- 2005. Carnaval (Карнавал)
- 2007. Cancun (Канкун)
- 2011. Conversaciones con mamá (Разговори с мама)
- 2013. El crèdit (Кредитът)